# 1541
1541 (MDXLI) fue un año común comenzado en sábado del calendario juliano.

## Acontecimientos
- 23 de enero: fundación de la ciudad de Zapopan, Jalisco en México.
- 12 de febrero: en Chile, Pedro de Valdivia funda Santiago de la Nueva Extremadura (hoy Santiago de Chile, capital del país).
- 7 de abril: el jesuita Francisco Javier parte hacia Oriente para desarrollar una labor misionera.
- 25 de abril: fundación de la ciudad de Arica por Lucas Martínez Vegaso con de nombre el Villa San Marcos de Arica.
- 18 de mayo: Fundación de la Tercera ciudad de Michoacán, después llamada Valladolid de Michoacán, hoy día llamada Morelia.
- 27 de mayo: Ejecución de Margaret Pole (última miembro legítima de la dinastía Plantagenet) por órdenes de Enrique VIII de Inglaterra.
- 11 de septiembre: ataque y destrucción de la recién fundada Santiago de Chile por parte del cacique Michimalonco.
- 16 de septiembre: a orillas del río Paraguay, bajo el mando de Domingo Martínez de Irala se constituye el cabildo de la ciudad de Nuestra Señora Santa María de la Asunción, actual capital del Paraguay.
- 22 de septiembre: mediante real de Carlos I de España cédula se le otorga a la ciudad de Arequipa el carácter de ciudad y su escudo de armas.
- 19 de octubre: sale la escuadra española para la infausta jornada de Argel.
- 14 de diciembre: Francisco Dávila instituye el Mayorazgo de Dávila.
- 25 de diciembre: en Venezuela sucede un terremoto de 8.1 grados en la escala sismológica de Richter.

### Sin fecha
- A orillas del Río de la Plata, indios pampeanos ingresan en la villa de Buenos Aires después de cinco años de sitio, y la destruyen. Sus habitantes huyen en barcos a Asunción del Paraguay.

## Arte y literatura
- 31 de octubre: Miguel Ángel termina el Juicio Final de la Capilla Sixtina.
- Juan Calvino - Ordenanzas eclesiásticas.

## Nacimientos
- 1 de octubre: El Greco (Doménikos Theotokópulos), pintor español de origen griego (f. 1614).

## Fallecimientos
- 11 de enero: Gonzalo de Alvarado, conquistador español.
- Entre el 3 y el 8 de abril - Fernando de Rojas, escritor español.
- 27 de mayo: Margaret Pole, aristócrata («condesa de Salisbury») inglesa (n. 1473), última miembro legítima de la Dinastía Plantagenet; ejecutada por orden del rey Enrique VIII.
- 26 de junio: Francisco Pizarro, conquistador español del Imperio incaico (n. 1478).
- 4 de julio: Pedro de Alvarado, conquistador español del Imperio azteca (n. 1485).
- 24 de septiembre: Paracelso, alquimista, médico y astrólogo suizo (n. 1493).
- 24 de noviembre: Margarita Tudor, reina de Escocia, madre del rey Jacobo V (n. 1489).
- 10 de diciembre: Thomas Culpeper, ciudadano inglés, cortesano del rey Enrique VIII, fue amante de Catalina Howard; fue ejecutado por traición por órdenes del rey (n. 1514).